# 西双版纳傣族自治州人民医院
西双版纳傣族自治州人民医院是云南西双版纳傣族自治州的一所三级甲等综合性医院。
医院成立于1952年9月26日，最初名为“车里卫生院”，后四度改名，到1959年改为现名。2012年起开始尝试成为三级甲等医院，2015年正式晋升为三级甲等医院。2014年起是昆明理工大学的非直属附属医院。